# سيوال رايت
سيوال رايت (21 ديسمبر 1889 - 3 مارس 1988) (بالإنجليزية: Sewall Wright)‏ عالم وراثة أمريكي تخصص في علم وراثة المجموعات، وله اسهامات قيمة في حقول الإحصاء الحيوي والإحصاء الرياضي ونظرية التطور. تميز في حياته الطويلة بقدرة فائقة على الجمع بين الأمور النظرية والتجريبية، وبتطبيق الطرائق الرياضية والإحصائية في تحليل الأمور والعلاقات المرتبطة بعلم الحياة.

## حياته
ولد سـيوال رايت في بلدة ميلروز في ولاية ماساتشوستس الأمريكية، ورغم أنه لم ينتسب إلى مدارس رسمية في صغره، إلا أنه كان يقرأ ويكتب في عمر مبكر، وكان شغوفًا بالرياضيات والإحصاء. وبعد دراسته الثانوية حصل على درجة البكالوريوس من كلية لومبارد عام 1911 ثم على الماجستير من جامعة إيلينوي في العام التالي، وانتسب بعد ذلك إلى جامعة هارفرد فحصل منها على الدكتوراه عام 1915 نتيجة لدراسته وراثة لون الجلد في خنزير غينيا.

## حياته العلمية
بدأ حياته العملية في وزارة الزراعة الأمريكية حيث أجرى بحوثه حول التزاوج الداخلي (تزاوج الأقارب) في خنزير غينيا، وانتقل بعد عشر سنوات إلى جامعة شيكاغو فبقي فيها حتى عام 1954. عُين بعد ذلك أستاذاً للوراثة في جامعة ويسكنسن فبقي يمارس أبحاثه ودراساته فيها حتى وفاته عن عمر ناهز 99 سنة. وكان آخر إنجازاته العلمية الهامة أربعة مجلدات بالغة الأهمية بعنوان (التطور ووراثة المجموعات).

## انجازاته
مُنح سيوال رايت في حياته عشر درجات دكتوراه فخرية، وكان في فترات مختلفة رئيساً لخمس مؤسسات علمية، وتلقى تسع ميداليات وجوائز، وكان عضواً في ثلاث عشرة منظمة وطنية أو دولية، وانتخب عام 1932 عضواً في الجمعية الفلسفية الأمريكية، وألقى محاضرات عدة داخل الولايات المتحدة الأمريكية وخارجها.

## وفاته
كانت نهاية حياة سيوال رايت نهاية عصر متميز، فقد كان لسنوات عدة الحي الوحيد من جيل من العلماء أسهم معه في إعادة تأسيس علم الوراثة نحو عام 1915، إلى جانب مساهماته القيمة في تأسيس علم وراثة المجموعات، وإعطائه للاصطفاء الطبيعي أسساً كمية، إلى جانب دراساته حول أمور التطور. ومع أنه يشار إليه على أنه قدَّم نموذجاً غير دارويني للتغيرات التطويرية، إلا أنه أكد أن ما قدمه كان بالفعل وسيلة لتوضيح التباين التي يمكن أن تبنى أعمال الاصطفاء الطبيعي الدارويني عليها.

## الإنجازات العلمية
جعلت الأبحاث عن زواج الأقارب وطرق التزاوج والانحراف الوراثي من سيوال رايت المؤسِّس الرئيسي لعلم الوراثة السكاني النظري مع كلٍّ من فيشر وهالدين، واشترك الثلاثة في كتابة العمل المرجعي في هذا المجال «أصل التوليف التطوري الحديث»، بالإضاف لذلك كان رايت هو مخترع مُعامل زواج الأقارب، والأدوات القياسية في علم الوراثة السكاني، وهو المطور الرئيسي لنظرية الانحراف الوراثي الرياضية.

### نظرية التطور
فسَّر رايت الركود التطوري بأنَّ الكائنات الحية تشغل قمم تكيفية، ومن أجل أن تتطور إلى قمة أخرى أعلى يجب أن تمر الأنواع عبر مراحل وسيطة تكون فيها غير قادرة على التكيف مع بيئتها، يمكن أن يحدث هذا عن طريق الانحراف الوراثي إذا كان عدد الأفراد صغيراً إلى حدٍّ معين، وإذا تم تقسيم نوع ما إلى مجموعات صغيرة من الأفراد فقد يستطيع بعض الأفراد الوصول إلى قمم تكيفيَّة أعلى، وإذا كان هناك بعض التدفق الجيني بين الأفراد فإنَّ هذه التغيُّرات يمكن أن تنتشر إلى بقية الأنواع، تُشكل هذه الأفكار السابقة نظرية التطور المتوازنة التي اقترحها سيوال رايت، ومع ذلك فقد كان هناك الكثير من الشكوك بين علماء الأحياء التطورية حول ما إذا كانت الضغوط التطورية أو الظروف البيئية الحساسة شائعة وموجودة على نطاقٍ واسع في المجتمعات الطبيعية، وحدث نقاش طويل ومرير بين رايت وفيشر حول هذا الموضوع، حيث كان فيشر يعتقد أنَّ معظم الأفراد في الطبيعة كانوا أكبر من أن تكون آثار الانحراف الجيني مهمة ومؤثرة عليهم.

### تربية الحيوانات والنباتات
أثَّرت أفكار رايت بقوة على غاي لوش وهو الشخصية الأكثر تأثيراً في إدخال مبادئ علم الوراثة الكمية في تربية الحيوانات والنباتات، وقد عمل رايت في قسم تربية الحيوانات في مكتب تربية الحيوانات في الولايات المتحدة الأمريكية ما بين الأعوام 1915 – 1925، وخلال هذه الفترة كان مشروعه الرئيسي هو دراسة زواج الأقارب الذي حدث في الانتقاء الصناعي الذي أنتج السلالات الرائدة من المواشي المستخدمة بشكلٍ خاص لإنتاج لحوم البقر الأمريكية، كما أجرى تجارب على 80 ألف خنزير لدراسة الوراثة الفيزيولوجية، وقام بعملٍ كبير في علم الجينات المتعلق بخنازير غينيا، وقد أصبح العديد من طلابه لاحقاً أصحاب تأثيرٍ كبير في تطوير علم الوراثة في الثدييات، ومن أفكاره الشهيرة التي تبنَّاها في وقتٍ مبكر من العام 1917 أنَّ الجينات تقوم بعملها عن طريق التحكم في الأنزيمات وتحفيزها.

### رايت والفلسفة
كان رايت أحد علماء الوراثة القلائل في عصره الذين خاضوا في مجال الفلسفة، وكان قد أعجب بأفكار تشارلز هارتشورن الفلسفية وأصبح صديقه مدى الحياة، ومن الأفكار التي أيَّدها رايت ودافع عنها بقوة أنَّ الوعي لا يعود لخصائص وصفات غيبية غامضة بل إنَّه يرجع لخصائص الجسميات المادية التي تكوِّن الجسم.

## الإرث
كانت أفكار رايت وزملائه عن التوليف الحديث أهم إنجاز في البيولوجيا التطورية بعد تشارلز داروين، وكان لرايت أيضاً تأثير كبير على تطور علم الوراثة في الثدييات وعلم الوراثة الكيميائي الحيوي.

## روابط خارجية
- سيوال رايت على موقع الموسوعة البريطانية (الإنجليزية)
- سيوال رايت على موقع إن إن دي بي (الإنجليزية)